# 科摩罗联盟议会
科摩罗联盟议会（法語：Assemblée nationale de l'Union des Comores）是科摩罗的国家立法机关，实行一院制，由33名议员组成。
现届科摩罗联盟议会由2025年科摩罗立法选举产生。